# Masdevallia melanoxantha
Masdevallia melanoxantha là một loài thực vật có hoa trong họ Lan. Loài này được Linden & Rchb.f. mô tả khoa học đầu tiên năm 1854.

## Hình ảnh

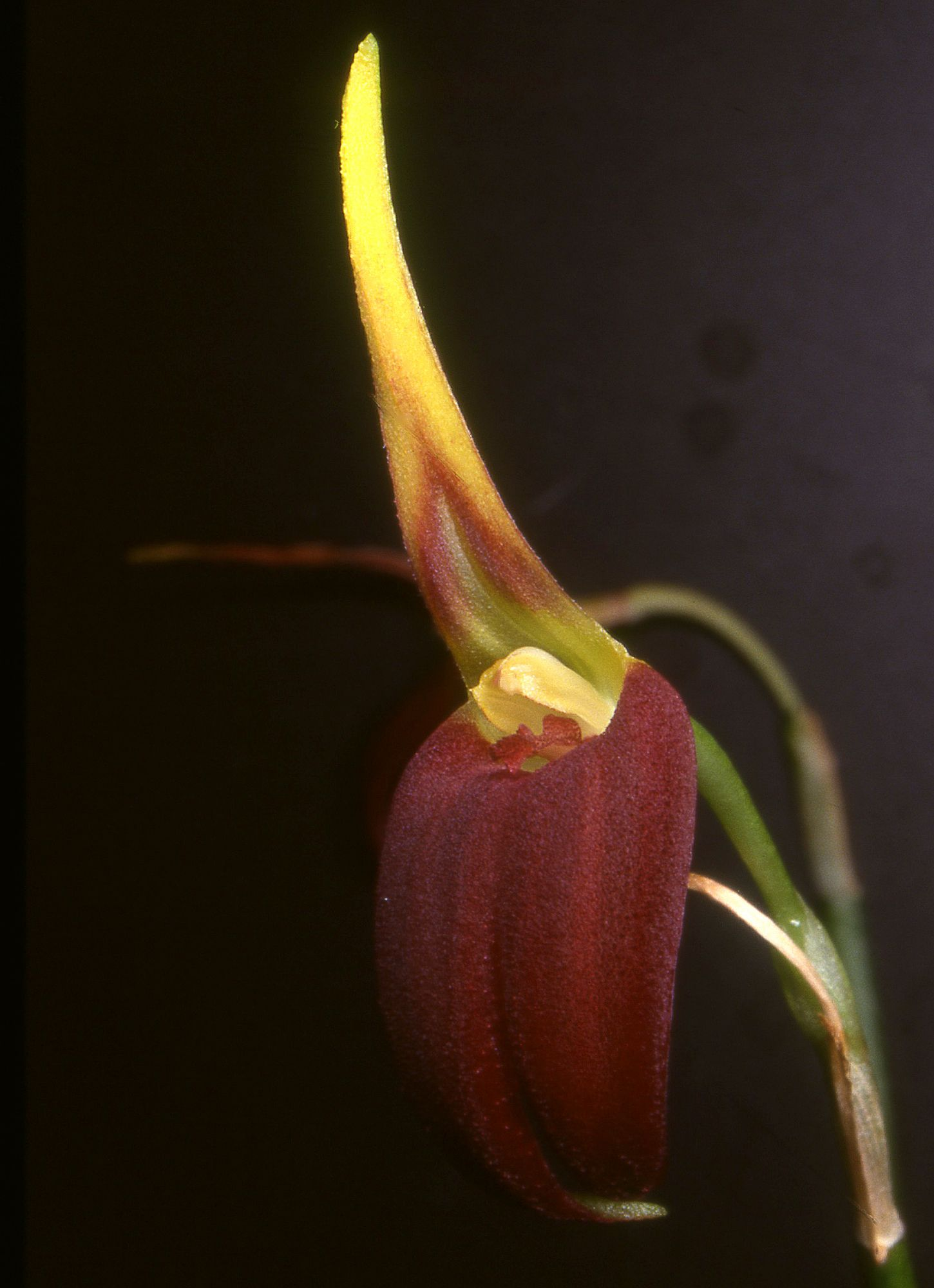